# لوروا غولدزورثي
لوروا غولدزورثي (بالإنجليزية: Leroy Goldsworthy)‏ هو لاعب هوكي الجليد أمريكي، ولد في 18 أكتوبر 1908 في تو هاربورس في الولايات المتحدة، وتوفي في 16 مارس 1980.

## وصلات خارجية
- لوروا غولدزورثي على موقع دوري الهوكي الوطني (الإنجليزية)
- لوروا غولدزورثي على موقع قاعة مشاهير الهوكي (لاعب أن.إتش.أل) (الإنجليزية)
- لوروا غولدزورثي على موقع EliteProspects.com (الإنجليزية)
- لوروا غولدزورثي على موقع HockeyDB.com (الإنجليزية)
- لوروا غولدزورثي على موقع Hockey-Reference.com (الإنجليزية)